# 蓝莲花 (漫画)
《蓝莲花》（法語：Le Lotus bleu），是经典连环漫画专辑《丁丁历险记》系列中的第五本，作者和画者為艾爾吉，於1934年8月9日起在比利時的《小二十世紀日報》（法語：Le Petit Vingtième）中連載，每週四刊出，至1935年10月17日共刊出42期，该书完成于1936年，之後出版畫冊。故事的主要发生地为中国，“藍蓮花”係當時中國上海一間鴉片館的名稱。这本书实际上是本系列中上一本《法老的雪茄》之续集。这本书被认为是《丁丁历险记》开始成熟的标志。在本书中，艾爾吉突破了以往的固有模式以及松散的故事结构，转而追求地理和文化上的准确描绘。《丁丁历险记》自此以后开始声名大噪。
該畫冊中提及日本侵華的事件，當時日本駐比利時使館曾向比利時政府和報社抗議，但未受理會。畫冊中的中國插圖，部分由留比雕塑家張充仁協助繪製。
「丁丁」的名字原文是Tintin，在法語中的發音類似「丹丹」。「丁丁」為他的正式中文翻譯名字之根據，乃是出自《藍蓮花》內所出現的一張通緝公報上之文字，公報上以中文寫著「懸賞捉拿兇手丁丁」以及「歡迎丁丁」「丁丁萬歲」海報遊行的描述。

## 故事概要
在《法老的雪茄》中，丁丁在中东地区和印度发现了一个国际性贩毒集团。丁丁勇敢地破获了贩毒集团，抓获了这个卡特尔的大多数成员，但是贩毒集团的首领拉斯泰波波罗斯却坠入山谷中不知死活。事后，丁丁在盖帕佳玛邦（Gaipajama）邦主处休养。一天，突然有一位中国人前来拜访丁丁，不料却被浸过致疯毒药拉贾亚（Rajaijah）的飞镖射中，只来得及在变疯前拜托丁丁去上海，并说出了一个人名——平野松成。于是丁丁动身来到了上海——一个之前他完全不了解的地方，而贩毒集团布置的刺客早已恭候多时。
幸运的是，两次针对丁丁的刺杀阴谋均被一位中国青年挫败。这位青年和丁丁相约在一僻静场所会面，然而丁丁到达会面地点后却发现这位青年已经被致疯毒药弄疯了。此外，丁丁也保护了一位中国黄包车夫不受吉本斯（Gibbons）——一个西方商人和种族主义恶霸，也是上海公共租界腐败的警察总长道森（Dawson）的朋友的欺负。被激怒的吉本斯和道森决定给丁丁点颜色看看。
随后，丁丁去会见日本商人平野松成，后者劝丁丁离开上海回到印度以保护盖帕佳玛邦邦主。丁丁决定离开上海，却在返回印度的客轮上被打昏，醒来时发现自己和白雪躺在上海的王仁杰家。王仁杰是名叫“龙之子”的反鸦片兄弟会的领导人，其子迪迪正是前不久救过丁丁两次、现已发疯的青年。时常拿着刀要砍别人的脑袋，只有在其威严的父亲王仁杰面前方有所收敛。
王仁杰向丁丁介绍说，平野松成其实是一个日本间谍兼毒品走私贩。丁丁跟踪平野松成并目睹他炸毁铁路（该情节模拟了九·一八事变）。日本企图以此嫁祸中国并作为侵略中国的借口。平野松成抓住了丁丁，并让手下给丁丁注射拉贾亚。幸亏其手下乃“龙之子”卧底，将毒药换成清水帮丁丁逃出了魔爪。
丁丁带着拉贾亚的样品逃回已被日军占领的上海，试图寻找精神病专家方世英教授为迪迪治疗，不料方教授已经被贩毒集团绑架。绑匪留下纸条，要求到位于虹口城的古庙里交付赎金。丁丁在被上海日军短暂囚禁后逃出，并乘火车赶往虹口。半途因铁轨被洪水冲断，所有乘客被迫下车。丁丁在步行途中在扬子江中救了一位落水的中国青年张充仁，他们成了朋友。后来热心善良的张充仁帮丁丁从应道森之命抓捕丁丁的杜邦兄弟的手中逃脱，使得平野松成通过道森进行的抓捕计划没有得逞。张充仁和丁丁终于来到了绑匪指定的交赎金地点，并确认就是平野松成指使人绑架了方教授。
丁丁赶回上海后发现王仁杰夫妇已经被平野松成抓走了。为了打探消息，丁丁潜入鸦片馆“蓝莲花”，却不幸被平野松成抓获，和王仁杰夫妇关在一处。随后，下落不明的拉斯泰波波罗斯突然出现在丁丁和王仁杰夫妇面前，并放出了挥舞着大刀的迪迪，企图借刀杀人。正在千钧一发之际，“龙之子”的成员和张充仁突然现身，擒获了平野松成。意图逃跑的拉斯泰波波罗斯最终也被丁丁和赶来的杜邦兄弟追回，被绑架的方世英教授也被发现，整个贩毒集团终于被一网打尽。平野松成切腹自杀，他卷入贩毒集团以及日本间谍活动的政治影响导致了日本不得不退出国际联盟。
最後，王仁杰收张充仁為養子，迪迪也被方教授治好(動畫版的他還為之前發瘋一事作了打油詩自嘲)。丁丁也功成身退返回歐洲，這次也是丁丁第一次在離別時哭泣……

## 发展

### 背景
以他笔名埃尔热（Hergé）更广为人知的比利时漫画家乔治·勒米（Georges Remi），受聘于《二十世纪报》，担任报纸的编辑和插画家。《小二十世纪报》在比利时布鲁塞尔发行，是《二十世纪报》（Le Vingtième Siècle）针对少年儿童而出版的报纸副刊，它由修道院长诺伯特·沃雷（Norbert Wallez）创办。该报也是一类对罗马天主教忠诚、带有社会保守主义性质的报刊。1929年埃尔热开始在报上发表他的漫画，讲述了一个关于他虚构的、来自比利时年轻记者丁丁英勇事迹的故事。沃雷吩咐埃尔热将丁丁第一个行程安排为前往苏联，通过这一故事来在少年儿童中传播反社会主义思想（《丁丁在苏联》）。接着要让丁丁去非洲的比属刚果探险，以此来助长民众的殖民情绪（《丁丁在刚果》）。而第三次则让丁丁前往美国来揭发该国资本主义的罪恶（《丁丁在美洲》）。
埃尔热就像不了解苏联或者刚果一样，对中国也知之甚少，在那时大多数比利时人对中国持负面的刻板印象，并有“一个遥远大陆的国家，野蛮、人口过密、神秘莫测”的看法，他也长期对这种观点信以为真。在埃尔热之前的两部作品中出现过中国人角色，都是根据欧洲传统的老生常谈的例子来描绘的。在《丁丁在苏联》中，有两位由布尔什维克党派来拷打丁丁的蓄辫的中国人；在《丁丁在美洲》初版中有两位中国歹徒预谋吃掉丁丁的小狗白雪。埃尔热在一次记者访谈中也谈论到此：“在创作《蓝莲花》时，我发现了一个新的世界。对我而言，在过去我认为中国是一个由有细长眼、迷迷糊糊而又十分残忍的种族聚居的国家，他们会吃燕窝、留发辫而且还会把小孩扔进河里……我受到了有关义和团运动的图片和故事的影响，因为这起事件，使人们关注的总是黄种人的残暴，这也对我产生了深深的影响。”
埃尔热编写《蓝莲花》的起因主要有二：一是《法老的雪茄》故事尚未完全结束；更重要的是埃尔热在布鲁塞尔皇家美术学院认识了一位中国学生—张充仁。在得知埃尔热将让丁丁在中国展开远东之行时，自称是鲁汶天主教大学一位中国学生的指导神父的莱昂·戈塞特通过写信联系上了埃尔热。他在信中称要让埃尔热对于这个国家的描绘要谨慎行事，需要多多了解。神父的学生读过小二十世纪报后认为如果埃尔热固执己见，按老的那一套，带着偏见与刻板印象去描绘中国。会产生适得其反的结果。埃尔热善解人意，神父也接着让埃尔热与他两个学生中的一位以及这位学生的妻子相接触和联系，并给了埃尔热一位学生即张充仁的住址。自此埃尔热认识了张充仁，这个在创作生涯中最重要的一个人。张为埃尔热介绍了一个他过去完全不认识的中国。张教授给埃尔热有关中国的美术风格，以及汉字。并送给了他一只毛笔，向他介绍中国画中的单线白描技巧和中国书法，又同时阐明道教的教义。张有关艺术和哲学的双重教导对埃尔热将会有深远的影响。张在后来也说到他与埃尔热关系变得密切如“两兄弟般”。
埃尔热也与一位名叫爱德华·纽特（Édouard Neut）的神父有过接触，纽特客旅在一家位于比利时布吕赫的隐修院。纽特对中国有一分特殊的兴趣。他对埃尔热的最近一部冒险作品感到刺激，并评论道这可能对“一个关于跨种族的理解和在东方人（Orientals）和白人之间建立真正友情的工作。”作出贡献。纽特曾送给埃尔热两本书，一本来自另一个神父的《论与满族冲突的起源》，另一本为关于中国家庭生活的第一手资料《我的母亲》。在1932年他寄给埃尔热一篇讨论关于中日文化相比较的文章。在这期间原北洋政府外交部长陆徵祥移民至比利时，爱德华·纽特则为他担任助理。陆撰写了一本讲述日军侵占东三省的书。在这一时期西方国家的舆论普遍都赞同日本的军事行动，表示日本此举是为了抵御来自苏联的威胁。
19世纪40年代，在上海外港吴淞曾有空开贩卖鸦片的现象。1843年11月上海开埠，英国在华最大商行怡和洋行在上海开设分公司，其中有一专管鸦片购买与批发的买办部门。至1860年上海鸦片贸易占到全国鸦片贸易的60%，在20世纪初期的上海已有一千五百余家鸦片馆。在上海公共租界开设的鸦片馆的外国商人里，有来自印度加尔各答的鸦片商人，因印度鸦片质量好过中国产使其价格在上海飞涨。虽然国内清政府、上海工部局以及国际上的英国、美国皆为禁烟做出了巨大努力，但因鸦片的巨额利益，并且上海鸦片贸易因受各路军阀、青帮、大鸦片商人保护垄断转，上海鸦片贸易屡禁不绝，并成为了国民政府在上海维持统治的支柱。